# Placka (rod)
Placka (Alosa) je rod ryb z čeledi sleďovití. Žijí v moři, ale vytírají se ve sladkých vodách. Nyní jich velmi ubývá, kvůli silnému znečištění řek, ve kterých se tře. Patří mezi například placka pomořanská či placka skvrnitá.